# Bars József
Bars József (Budapest, 1951. január 16. – Budapest, 2016. február 1.) magyar színész.

## Életpálya
1977–1980 között a Színház- és Filmművészeti Főiskola hallgatója, osztályvezető tanára: Gábor Pál. Diplomás színészként először a kecskeméti Katona József Színházhoz szerződött. 1981-től 1984-ig a Győri Kisfaludy Színház tagja, 1984-től szabadfoglalkozású színművész volt. 1994-ben mutatták be Gajdos Józseffel közösen írt rockbalettjét Elvis címmel. 1998-ban jelent meg Élettársam Murphy című könyve.

## Fontosabb színházi szerepei
- Barta Lajos: Szerelem... Katonatiszt
- William Shakespeare: Vízkereszt, vagy amit akartok... Fábián; Bohóc
- William Shakespeare: Téli rege... Második főúr
- Kálmán Imre: Marica grófnő... Zsupán báró
- Kálmán Imre: Cirkuszhercegnő... Slukk Tóni
- Georges Feydeau: Megáll az ész... Saint-Viroulard
- Arthur Miller: Pillantás a hídról... Rodolfo
- Bíró Lajos: Sárga liliom... Dr. Asztalos Kálmán, ügyvéd
- Garai Gábor: A reformátor... Melanchton Fülöp
- Alekszandr Naumovics Mitta – Sándor Pál – Kern András: Ragyogj, ragyogj csillagom!... Második fehér tiszt
- Szomory Dezső: Szabóky Zsigmond Rafael... Gida
- Sam Shepard: Ikarosz mamája... Frank
- Jacobi Viktor: Leányvásár... Fritz
- Bernardo Bertolucci – Lamanda László: Utolsó tangó Párizsban... férfi főszerep
- Murray Schisgal – Lamanda László: Szerelem, ó!... Harry

## Filmes és televíziós szerepei
- Jelbeszéd (1974)
- Bach Arnstadtban (1975) – Gimnazista I.
- Zendül az osztály (1975) – Garas fiú II.
- Angi Vera (1978)
- Látástól vakulásig… (1978)
- Váljunk el! (1978) – Zsebtolvaj I.
- A Pogány Madonna (1980) – A fiú
- Ideiglenes paradicsom (1981)
- Brigitta (1982)
- Hamlet (1982)
- Valahol Oroszországban (1982)
- Vásár (1982)[3]
- Szemet szemért (1984)[4] – Kaposi nyomozótársa
- A kaméliás hölgy (1985)[5] – Másik selyemfiú
- Ember és árnyék (1985)
- Gyalogbéka (1985; tévésorozat)

- Tornacsuka a sárban – Kiss hadnagy
- Puskin utolsó napjai (1985)[5] – Inas
- Tizenötezer pengő jutalom (1985)
- A falu jegyzője 1-4. (1986)
- Első kétszáz évem (1986)
- Linda II-III. (1986-1989; tévésorozat)

- Pop pokol (1986) – Fénytechnikus
- A régi barát (1989) – Olasz maffiózó I.
- Kreutzer szonáta (1987)
- Malom a pokolban (1987)
- Alapképlet (1989) – Zsiga, az ellenőr
- Eszmélet (1989; tévésorozat)

- Jaj, szeressetek szilajon
- Kései sirató
- Angyalbőrben (1991; tévésorozat)

- Elveszett szakasz – Nácikám
- Hoppá (1992)
- Kis Romulusz (1995; tévésorozat) (4. részben)
- Kisváros (1993-1995; tévésorozat)

- Farkas a veremben (1993)
- Halálos zuhanás (1995) – Nyerges
- Szomszédok (1998; tévésorozat) – Teherautó sofőr (297. részben)
- Az öt zsaru (1999; tévésorozat)

- Gyilkos csomag – I. Vendég
- Slukk (2001)

#### Szinkronszerepe
| Év   | Cím                            | Szereplő | Színész         | Szinkron év |
| ---- | ------------------------------ | -------- | --------------- | ----------- |
| 1972 | Boxcar Bertha – A lázadók ökle | McIver   | David Osterhout | 2001        |

## Könyve
- Bars József: Élettársam Murphy (Hungarovox Kiadó Kft., 1998.) ISBN 9638563869